# Verwaltungsgemeinschaft Kötzschau

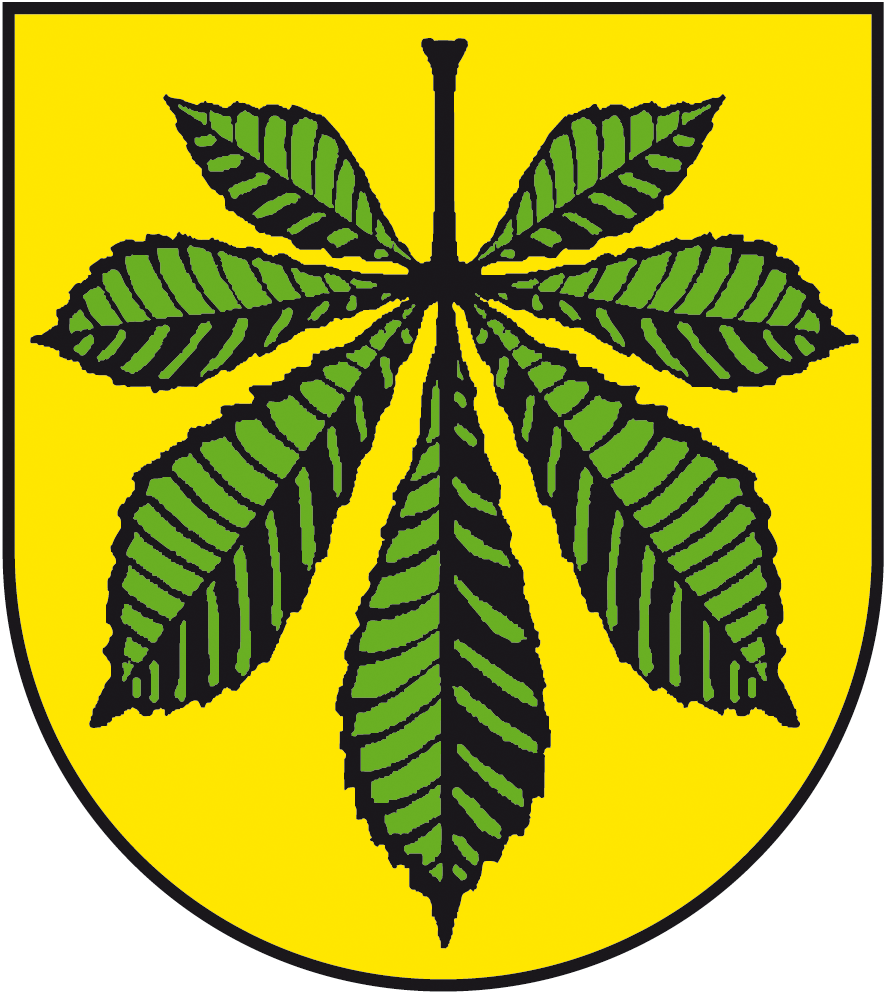
Wappen der VG Kötzschau

In der Verwaltungsgemeinschaft Kötzschau des ehemaligen Landkreises Merseburg-Querfurt in Sachsen-Anhalt waren vier Gemeinden zur Erledigung der Verwaltungsgeschäfte zusammengeschlossen. Zur Verwaltungsgemeinschaft gehörten ursprünglich auch die Gemeinden Friedensdorf, Horburg-Maßlau, Kötschlitz, Kötzschau, Kreypau, Luppenau, Nempitz und Zweimen. Luppenau wurde am 1. Januar 2005 nach Schkopau eingemeindet, Nempitz schloss sich am 1. April 2006 der Verwaltungsgemeinschaft Bad Dürrenberg an. Friedensdorf, Horburg-Maßlau, Kötschlitz, Kötzschau, Kreypau und Zweimen bildeten zum 14. Juni 2006 zusammen mit der Stadt Leuna die Verwaltungsgemeinschaft Leuna-Kötzschau. Am 15. September 2006 wurden auch die vier verbleibenden Gemeinden mit Wirkung zum 1. Oktober 2006 der Verwaltungsgemeinschaft Leuna-Kötzschau zugeordnet. Die Verwaltungsgemeinschaft Kötzschau wurde aufgelöst.  

## Wappen
Das Wappen wurde 1996 vom Magdeburger Kommunalheraldiker Jörg Mantzsch gestaltet und ins Genehmigungsverfahren geführt.